# Otto Meißner
Otto Meißner (Bischwiller, Alsace, 13. ožujka 1880. –  München, 27. svibnja 1953.) bio je predstojnik ureda predsjednika Njemačke tijekom cijelog razdoblja Weimarske Republike pod Friedrichom Ebertom i Paulom von Hindenburgom i sve do dolaska Adolfa Hitlera na vlast.

## Život
Sin je poštanskog službenika. Meißner je studirao pravo u Strasbourgu od 1898. do 1903., gdje je postao član bratstva studentske mladeži Straßburga (Burschenschaft) Germania. Studij nastavlja u Berlinu, a doktorira pravo 1908., u 28. godini, u Erlangenu, Bavarska. Poslije toga, radi kao birokrat u nacionalnim željeznicama, u Reichsbahnu, u Strasbourg. Od 1915. do 1917. sudjelovao je u Prvom svjetskom ratu. Poslije 1917., pa do završetka rata aktivan je iza bojišnice u Bukureštu, Rumunjska, a zatim postaje njemački poslovni agent u Ukrajinskoj vladi.
Zahvaljujući dobrim vezama, 1919. Meißner je postao "Vršitelj dužnosti savjetnika u uredu predsjednika" (tada je predsjednik bio socijaldemokrat Friedrich Ebert), i do 1920. stigao je do položaja "Ministarskog direktora i predstojnika ureda predsjednika." Ebert je Meißnera imenovao državnim tajnikom 1923. Nastavio je obnašati tu dužnost i u vrijeme mandata Paula von Hindenburga.
Kada je Hitler preuzeo vodstvo kao poglavar države (Führer) i poglavar vlade (Reichskanzelar), Meißnerova nova, preimenovana dužnost bila je "predsjednički kancelar" a moć je bila ograničena na reprezentativno i službeno značenje. 1937. Meißner je postavljen na novostvoreni položaj "Državni ministar u činu federalnog ministra i šefa predsjedničkog kancelara Führera i kancelara."
Nakon Drugog svjetskog rata, Meißner su uhitili Saveznici i sudjelovao je kao svjedok na Nürnberškom procesu. U srpnju 1947., postao je svjedok u sudskom procesu za optuženog državnog tajnika dr. Schlegelbergera. 1949., protiv njega je vođen sudski proces zvan Suđenje u Wilhelmstraßeu, no sud ga je pustio 14. travnja. Dvije godine kasnije, u svibnju 1949., ponovno je optužen, u Münchenu. Njegov apel je odbijen, ali je proces zastao u siječnju 1950.
1950., Meißner je objavio memoar koji opisuje njegovu neobičnu tajničku karijeru u knjizi pod naslovom Državni tajnik pod Ebertom, Hindenburgom i Hitlerom.

## Meißnerova uloga u povijesti
Meißner, koji je s obitelji živio u predsjedničkoj palači od 1929. do 1939., uživao je utjecaj na predsjednike, posebice na von Hindenburga. Zajedno s Kurtom von Schleicherom i ostalima, Meißner je, između 1929. i 1939., sudjelovao u radu za raspuštanje parlamentarnog sustava uz pomoć državnog kabineta.
Njegova uloga u odluci da se Hitler postavi na vlast u razdoblju od prosinca 1932. do siječnja 1933. ostaje kontroverza među povjesničarima. Kao član "karmalije," Meißner je imao velik utjecaj na državno tajništvo, s obzirom na bliske odnose s predsjednikom Paulom von Hindenburgom. Zajedno s Oskarom von Hindenburgom i Franzom von Papenom, Meißner je organizirao pregovore s Hitlerom da bi odbacio von Schleichera i postavio Hitlera na mjesto kancelara. Nacistički dio razgovora obavljali su Wilhelm Keppler, Joachim von Ribbentrop i bankar Kurt Freiherr von Schröder, bivši časnik i zapovjednik stare skupine "Herrenklub" (Gospodski klub) u Berlinu, u kojem je von Papen također bio aktivan. Ni Hitler ni von Hindenburg, do kraja 1932., nisu pokrenuli međusoban razgovor.
Meißner je potvrdio svoju ostavku 1933., no ostavka je odbijena i dobiva novu dužnost, uglavnom obavljajući izaslaničke poslove. 1937., nacistički režim ga je podigao u činu federalnog ministra s naslovom, "šefa predsjedničkog kancelara Führera i kancelara". No politički, njegov utjecaj na Hitlera bio je neznatan.